# Грин, Джефф (баскетболист)
Джефф Линн Грин (англ. Jeff Lynn Green; род. 28 августа 1986 года, Шеверли, штат Мэриленд, США) — американский профессиональный баскетболист, выступающий в Национальной баскетбольной ассоциации за команду «Хьюстон Рокетс». Был выбран на драфте НБА 2007 года в первом раунде под общим 5-м номером клубом «Бостон Селтикс». Играет на позиции лёгкого и тяжёлого форварда.

## Студенческая карьера
Джефф Грин родился в городе Шеверли, штат Мэриленд, в семье Джеффри Грина-старшего и Филиции Агингабе. Играл за баскетбольную команду Северо-Западной школы города Хайатсвилла, с которой выигрывал чемпионат штата Мэриленд 2004 года.

### Джорджтаун Хойас
В 2004 году Грин поступил в Университет Джорджтауна, чтобы выступать за местную баскетбольную команду «Джорджтаун Хойас» под руководством наставника Крэйга Эшерика. Однако, к моменту прибытия Джеффа наставник уже был уволен, на его место был нанят Джон Томпсон III. Новый тренер назначил Грина капитаном команды, и в одном из интервью журналу Sports Illustrated назвал его умнейшим игроком, из тех кого ему доводилось тренировать. Грин выступал на позиции тяжёлого форварда, составляя переднюю линию команды с центровым Роем Хиббертом. В первый сезон команда закончила с показателем 19 побед при 13 поражениях, не попав в основной турнир «Мартовского безумия». Также завершилась и кампания команды в сезоне 2005/06, Хойас не смогли попасть в итоговый турнир, с показателем 21 победа при 9 поражениях.
По ходу сезона 2006/07 Грин забросил решающий бросок в нескольких играх чемпионата. В матче против команды Университета Вандербильта Джефф выполнил точный победный бросок меньше чем за секунду до окончания основного времени. «Хойас» дошли до «Финала четырёх», где уступили «Огайо Стэйт» со счётом 60—67.
За свою студенческую карьеру Грин завоевал множество спортивных премий. Он был «Новичком года в конференции Big East» 2005 года (разделил награду с Руди Геем). В 2007 году он получил звание «Самого выдающегося игрока конференции Big East», когда его команда выиграла чемпионат конференции, впервые с 1989 года. В том же году он получил награду «Лучшего игрока конференции Big East». 9 марта 2007 года Грин установил рекорд по результативности в своей студенческой карьере, набрав 30 очков в игре против команды Университета Нотр-Дам.

## Профессиональная карьера

### Драфт НБА
Грин высоко котировался на драфте НБА 2007 года, считалось, что он один из немногих игроков, которые сразу же готовы заиграть в НБА. Отмечалась его разносторонняя игра и возможность закрыть сразу две позиции: тяжёлого и лёгкого форвардов. Ожидалось, что его выберут в промежутке 5—12 места. Он был выбран под общим 5-м номером «Бостон Селтикс». Команде не нужен был молодой игрок, поэтому они нашли возможность обменять Грина и ещё нескольких баскетболистов в «Сиэтл Суперсоникс» на звёздного атакующего защитника Рэй Аллена.

### Сиэтл Суперсоникс / Оклахома-Сити Тандер (2007—2011)
Грин попал в «Суперсоникс», где с сезона 2007/08 годов началось строительство новой команды вокруг звёздного новичка Кевина Дюранта. «Сиэтл» был одним из главных аутсайдеров лиги, проиграв первые 8 матчей подряд. В первой половине сезона Джефф выходил со скамейки запасных, подменяя Криса Уилкокса на позиции тяжёлого форварда. Самым результативной игрой для него стал матч против «Денвер Наггетс», в котором Грин набрал 35 очков и 10 подборов. По итогам сезона Джефф попал в первую сборную новичков НБА. Ближе к концу чемпионата стало известно, что команда переезжает в Оклахома-Сити и этот сезон станет последним, который она провела в Сиэтле.
В первый сезон в Оклахома-Сити перед командой стояла задача выйти на новый качественный уровень по сравнению с прошлым провальным чемпионатом. Грин стал более разнообразным игроком, выполняя большой объём черновой работы. 21 января 2009 года в игре против «Голден Стэйт Уорриорз» Джефф набрал победные два очка в концовке матча. «Тандер» не удалось попасть в плей-офф, но в целом они оставили приятное впечатление.
В сезоне 2009/10 годов Грин был одним из трёх молодых игроков, вокруг которых новый тренер команды Скотт Брукс строил игру (другие Дюрант и Рассел Уэстбрук). Джефф провёл ровный сезон с небольшим спадом в начале 2010 года. «Тандер» сумели пробиться в плей-офф, несмотря на то, что большинство экспертов перед началом чемпионата считало, что они займут 10—12 место в своей конференции. В первом раунде плей-офф команда встречалась с «Лос-Анджелес Лейкерс» и уступила в серии ос счётом 2—4. Лучшей игрой Грина был шестой матч, в котором он набрал 16 очков.
Грин пропустил несколько игр в начале сезона 2010/11, из-за растяжения голеностопа.

### Бостон Селтикс (2011—2015)
10 декабря 2011 года Джефф подписал однолетний контракт с «Бостоном», но отыграть полный сезон за «Селтикс» ему не было суждено: через неделю баскетболисту был поставлен диагноз «аневризма аорты», означавший, что сезон 2011—2012 для Джеффа Грина закончен.
Летом 2012 года «Селтикс» объявили о подписании нового контракта с баскетболистом. Детали соглашения не разглашались, но, по информации The Boston Globe, стороны договорились о 4-летнем контракте стоимостью 36 млн долларов.
18 марта 2013 года Грин установил личный рекорд результативности, набрав в игре против «Майами Хит» 43 очка, а также сделав 7 подборов и 4 блок-шота. Однако несмотря на его отличную игру «Селтикс» проиграли «Хит» со счётом 103:105.

### Мемфис Гриззлис (2015—2016)
12 января 2015 года Грин обменян в «Мемфис Гриззлис» в результате трёхсторонней сделки также с участием «Бостона» и «Нью-Орлеан Пеликанс». Дебютировал за «Гриззлис» он двумя днями позже в матче против «Бруклин Нетс», выйдя со скамейки и набрав 10 очков. 18 июня 2015 года Грин воспользовался опцией в контракте и продлил свои отношения с клубом на сезон 2015/2016.

### Лос-Анджелес Клипперс (2016)
18 февраля 2016 года руководство «Мемфис Гриззлис» договорилось с «Лос-Анджелес Клипперс» об обмене Грина на «Лэнса Стивенсона» и будущий пик 1-о раунда. Через два дня он дебютировал за новый клуб в проигранном матче против «Голден Стэйт Уорриорз», записав в свой актив 5 очков, 2 подбора и 1 ассист за 20 минут игрового времени.

### Орландо Мэджик (2016—2017)
7 июля 2016 года Грин подписал контракт с «Орландо Мэджик». Грин дебютировал за «Мэджик» в матче-открытии сезона 26 октября 2016 года, набрав семь очков со скамейки запасных. 5 апреля 2017 года Грин был выведен из состава на последние девять игр сезона из-за болей в пояснице.

### Кливленд Кавальерс (2017—2018)
11 июля 2017 года Грин подписал контракт с «Кливленд Кавальерс». 27 мая 2018 года Грин набрал 19 очков, выйдя в стартовом составе вместо травмированного Кевина Лава, и помог «Кавальерс» обыграть «Селтикс» в 7-й игре финала Восточной конференции. «Кавальерс» вышли в финал НБА 2018 года, где в четырех матчах потерпели поражение от «Голден Стэйт Уорриорз».

### Вашингтон Уизардс (2018—2019)
10 июля 2018 года Грин подписал контракт с командой из своего родного города «Вашингтон Уизардс». Грин дебютировал за команду 18 октября, набрав 17 очков и четыре подбора в матче с «Майами Хит». 4 февраля 2019 года Грин набрал максимальные за сезон 26 очков, а также пять подборов и пять передач в матче против «Атланты Хокс».

### Юта Джаз (2019)
20 июля 2019 года Грин подписал контракт с «Ютой Джаз». Грин дебютировал за команду 23 октября 2019 года, набрав пять очков в победе над «Оклахома-Сити Тандер». 24 декабря «Джаз» отчислили игрока.

### Хьюстон Рокетс (2020)
18 февраля 2020 года Грин подписал 10-дневный контракт с «Хьюстон Рокетс». 28 февраля 2020 года «Рокетс» объявили, что подписали Грина до конца сезона. Подписание воссоединило Грина с бывшими партнерами по «Оклахоме-Сити» Джеймсом Харденом, Расселлом Уэстбруком и Табо Сефолошей.

### Бруклин Нетс (2020—2021)
23 ноября 2020 года Грин подписал контракт с «Бруклин Нетс», воссоединившись с бывшим партнером по «Соникс» и «Тандер» Кевином Дюрантом, а также с Джеймсом Харденом после его обмена в «Нетс».
15 июня 2021 года в пятом матче полуфинала Восточной конференции против «Милуоки Бакс» Грин набрал максимальные за сезон 27 очков.

### Денвер Наггетс (2021—2023)
12 августа 2021 года Грин подписал контракт с «Денвер Наггетс». Он дебютировал за команду 20 октября, набрав 13 очков в победе над «Финикс Санз». 15 января 2022 года Грин набрал максимальные за сезон 26 очков, а также три подбора и четыре передачи в победе над «Лос-Анджелес Лейкерс».

### Хьюстон Рокетс (2023—настоящее время)
6 июля 2023 года Джефф Грин подписал двухлетний контракт с «Хьюстон Рокетс». 13 июля 2024 года «Рокетс» полностью гарантировали контракт Грина на сезон 2024/25.

## Статистика

### Статистика в НБА
| Сезон                                                                                    | Команда       | Регулярный сезон | Регулярный сезон | Регулярный сезон | Регулярный сезон | Регулярный сезон | Регулярный сезон | Регулярный сезон | Регулярный сезон | Регулярный сезон | Регулярный сезон | Регулярный сезон | Серия плей-офф | Серия плей-офф | Серия плей-офф | Серия плей-офф | Серия плей-офф | Серия плей-офф | Серия плей-офф | Серия плей-офф | Серия плей-офф | Серия плей-офф | Серия плей-офф |
| Сезон                                                                                    | Команда       | GP               | GS               | MPG              | FG%              | 3P%              | FT%              | RPG              | APG              | SPG              | BPG              | PPG              | GP             | GS             | MPG            | FG%            | 3P%            | FT%            | RPG            | APG            | SPG            | BPG            | PPG            |
| ---------------------------------------------------------------------------------------- | ------------- | ---------------- | ---------------- | ---------------- | ---------------- | ---------------- | ---------------- | ---------------- | ---------------- | ---------------- | ---------------- | ---------------- | -------------- | -------------- | -------------- | -------------- | -------------- | -------------- | -------------- | -------------- | -------------- | -------------- | -------------- |
| 2007/08                                                                                  | Сиэтл         | 80               | 52               | 28,2             | 42,7             | 27,6             | 74,4             | 4,7              | 1,5              | 0,6              | 0,6              | 10,5             | Не участвовал  | Не участвовал  | Не участвовал  | Не участвовал  | Не участвовал  | Не участвовал  | Не участвовал  | Не участвовал  | Не участвовал  | Не участвовал  | Не участвовал  |
| 2008/09                                                                                  | Оклахома-Сити | 78               | 78               | 36,8             | 44,6             | 38,9             | 78,8             | 6,7              | 2,0              | 1,0              | 0,4              | 16,5             | Не участвовал  | Не участвовал  | Не участвовал  | Не участвовал  | Не участвовал  | Не участвовал  | Не участвовал  | Не участвовал  | Не участвовал  | Не участвовал  | Не участвовал  |
| 2009/10                                                                                  | Оклахома-Сити | 82               | 82               | 37,1             | 45,3             | 33,3             | 74,0             | 6,0              | 1,6              | 1,3              | 0,9              | 15,1             | 6              | 6              | 37,3           | 32,9           | 29,6           | 85,0           | 4,7            | 1,7            | 0,7            | 0,5            | 11,8           |
| 2010/11                                                                                  | Оклахома-Сити | 49               | 49               | 37,0             | 43,7             | 30,4             | 81,8             | 5,6              | 1,8              | 0,8              | 0,4              | 15,2             | Не участвовал  | Не участвовал  | Не участвовал  | Не участвовал  | Не участвовал  | Не участвовал  | Не участвовал  | Не участвовал  | Не участвовал  | Не участвовал  | Не участвовал  |
| 2010/11                                                                                  | Бостон        | 26               | 2                | 23,6             | 48,5             | 29,6             | 79,4             | 3,3              | 0,7              | 0,5              | 0,6              | 9,8              | 9              | 0              | 19,2           | 43,4           | 43,8           | 72,2           | 2,7            | 0,2            | 0,6            | 0,4            | 7,3            |
| 2012/13                                                                                  | Бостон        | 81               | 17               | 27,8             | 46,7             | 38,5             | 80,8             | 3,9              | 1,6              | 0,7              | 0,8              | 12,8             | 6              | 6              | 43,0           | 43,5           | 45,5           | 84,4           | 5,3            | 2,3            | 0,3            | 0,7            | 20,3           |
| 2013/14                                                                                  | Бостон        | 82               | 82               | 34,2             | 41,2             | 34,1             | 79,5             | 4,6              | 1,7              | 0,7              | 0,6              | 16,9             | Не участвовал  | Не участвовал  | Не участвовал  | Не участвовал  | Не участвовал  | Не участвовал  | Не участвовал  | Не участвовал  | Не участвовал  | Не участвовал  | Не участвовал  |
| 2014/15                                                                                  | Бостон        | 33               | 33               | 33,1             | 43,4             | 30,5             | 84,0             | 4,3              | 1,6              | 0,8              | 0,4              | 17,6             | Не участвовал  | Не участвовал  | Не участвовал  | Не участвовал  | Не участвовал  | Не участвовал  | Не участвовал  | Не участвовал  | Не участвовал  | Не участвовал  | Не участвовал  |
| 2014/15                                                                                  | Мемфис        | 45               | 37               | 30,3             | 42,7             | 36,2             | 82,5             | 4,2              | 1,8              | 0,6              | 0,5              | 13,1             | 11             | 2              | 27,1           | 33,3           | 22,2           | 84,6           | 4,7            | 1,7            | 0,5            | 0,5            | 8,9            |
| 2015/16                                                                                  | Мемфис        | 53               | 31               | 29,1             | 43,1             | 30,9             | 80,0             | 4,5              | 1,8              | 0,8              | 0,4              | 12,2             | Не участвовал  | Не участвовал  | Не участвовал  | Не участвовал  | Не участвовал  | Не участвовал  | Не участвовал  | Не участвовал  | Не участвовал  | Не участвовал  | Не участвовал  |
| 2015/16                                                                                  | Клипперс      | 27               | 10               | 26,3             | 42,7             | 32,5             | 61,5             | 3,4              | 1,5              | 0,7              | 0,8              | 10,9             | 6              | 1              | 26,5           | 45,7           | 40,0           | 60,0           | 3,2            | 0,7            | 1,0            | 0,3            | 10,2           |
| 2016/17                                                                                  | Орландо       | 69               | 11               | 22,2             | 39,4             | 27,5             | 86,3             | 3,1              | 1,2              | 0,5              | 0,2              | 9,2              | Не участвовал  | Не участвовал  | Не участвовал  | Не участвовал  | Не участвовал  | Не участвовал  | Не участвовал  | Не участвовал  | Не участвовал  | Не участвовал  | Не участвовал  |
| 2017/18                                                                                  | Кливленд      | 78               | 14               | 23,4             | 47,7             | 31,2             | 86,8             | 3,2              | 1,3              | 0,5              | 0,4              | 10,8             | 22             | 2              | 23,8           | 40,8           | 30,0           | 71,7           | 2,4            | 1,5            | 0,3            | 0,7            | 7,7            |
| 2018/19                                                                                  | Вашингтон     | 77               | 44               | 27,2             | 47,5             | 34,7             | 88,8             | 4,0              | 1,8              | 0,6              | 0,5              | 12,3             | Не участвовал  | Не участвовал  | Не участвовал  | Не участвовал  | Не участвовал  | Не участвовал  | Не участвовал  | Не участвовал  | Не участвовал  | Не участвовал  | Не участвовал  |
| 2019/20                                                                                  | Юта           | 30               | 2                | 18,4             | 38,5             | 32,7             | 77,8             | 2,7              | 0,7              | 0,4              | 0,3              | 7,8              | Не участвовал  | Не участвовал  | Не участвовал  | Не участвовал  | Не участвовал  | Не участвовал  | Не участвовал  | Не участвовал  | Не участвовал  | Не участвовал  | Не участвовал  |
| 2019/20                                                                                  | Хьюстон       | 18               | 2                | 22,6             | 56,4             | 35,4             | 85,7             | 2,9              | 1,7              | 0,8              | 0,5              | 12,2             | 12             | 0              | 28,4           | 49,5           | 42,6           | 82,4           | 5,0            | 1,6            | 0,5            | 0,5            | 11,6           |
| 2020/21                                                                                  | Бруклин       | 68               | 38               | 27,0             | 49,2             | 41,2             | 77,6             | 3,9              | 1,6              | 0,5              | 0,4              | 11,0             | 6              | 1              | 24,7           | 48,5           | 55,6           | 87,5           | 2,8            | 1,7            | 0,5            | 0,3            | 8,2            |
| 2021/22                                                                                  | Денвер        | 75               | 63               | 24,7             | 52,4             | 31,5             | 83,3             | 3,1              | 1,3              | 0,4              | 0,4              | 10,3             | 5              | 5              | 22,7           | 35,3           | 37,5           | 80,0           | 3,6            | 0,4            | 0,6            | 0,4            | 3,8            |
| 2022/23                                                                                  | Денвер        | 56               | 4                | 19,5             | 48,8             | 28,8             | 74,4             | 2,6              | 1,2              | 0,3              | 0,3              | 7,8              | 20             | 0              | 17,2           | 45,2           | 32,1           | 89,5           | 1,6            | 0,7            | 0,3            | 0,4            | 4,1            |
| 2023/24                                                                                  | Хьюстон       | 78               | 6                | 16,8             | 45,6             | 33,1             | 81,9             | 2,3              | 0,9              | 0,2              | 0,4              | 6,5              | Не участвовал  | Не участвовал  | Не участвовал  | Не участвовал  | Не участвовал  | Не участвовал  | Не участвовал  | Не участвовал  | Не участвовал  | Не участвовал  | Не участвовал  |
|                                                                                          | Всего         | 1185             | 657              | 27,7             | 45,0             | 33,7             | 80,4             | 4,1              | 1,5              | 0,6              | 0,5              | 12,0             | 103            | 23             | 25,1           | 41,6           | 36,5           | 78,6           | 3,2            | 1,2            | 0,4            | 0,5            | 8,5            |
| Наведите курсор мыши на аббревиатуры в заголовке таблицы, чтобы прочесть их расшифровку. |               |                  |                  |                  |                  |                  |                  |                  |                  |                  |                  |                  |                |                |                |                |                |                |                |                |                |                |                |

### Статистика в NCAA
| Сезон | Команда    | Conf     | Class | GP  | GS  | MPG  | FG%  | 3P%  | FT%  | RPG | APG | SPG | BPG | PPG  |
| --- | ---------- | -------- | ----- | --- | --- | ---- | ---- | ---- | ---- | --- | --- | --- | --- | ---- |
| 2004/05 | Джорджтаун | Big East | FR    | 32  | 32  | 33,8 | 50,2 | 40,0 | 69,9 | 6,6 | 2,9 | 1,0 | 1,6 | 13,1 |
| 2005/06 | Джорджтаун | Big East | SO    | 33  | 33  | 32,5 | 44,5 | 31,5 | 62,4 | 6,5 | 3,3 | 0,9 | 1,0 | 11,9 |
| 2006/07 | Джорджтаун | Big East | JR    | 37  | 37  | 33,3 | 51,3 | 37,5 | 77,5 | 6,4 | 3,2 | 0,8 | 1,2 | 14,3 |
| Всего | Всего      | Всего    | Всего | 102 | 102 | 33,2 | 48,8 | 35,9 | 70,0 | 6,5 | 3,1 | 0,9 | 1,2 | 13,1 |
| Наведите курсор мыши на аббревиатуры в заголовке таблицы, чтобы прочесть их расшифровку Статистика приведена с сайта sports-reference.com |            |          |       |     |     |      |      |      |      |     |     |     |     |      |